# Ковалевский, Михаил Михайлович
Ковалевский Михаил Михайлович (21 октября 1904, Казань — 1999, Екатеринбург) — советский инженер-теплотехник, Кандидат технических наук, Почетный машиностроитель РСФСР, кавалер ордена Трудового Красного Знамени, специалист в турбостроении, создатель первых газовых турбин на Урале.

## Биография
Жил на ул. Свердлова д. 58 Окончил Донской политехнический институт (г. Новочеркасск, 1929) по специальности инженер-теплотехник.
В 1929—1937 годах — инженер на различных электростанциях СССР; в 1937—1981 г.г. — на Уральском турбомоторном заводе (в настоящее время Уральский турбинный завод): инженер, заместитель главного конструктора по паротурбостроению, руководитель энергетического хозяйства, а с 1959 года — главный конструктор специального конструкторского бюро газовых турбин.
При его непосредственном участии создавались паровые теплофикационные турбины мощностью 6, 12, 25 и 50 тыс. кВт., разработан метод качественной оценки конструкции паровых турбин. С 1957 года возглавил работы по созданию первых на заводе газотурбокомпрессоров для наддува дизелей, производство которых стало серийным. С 1961 года на Турбомоторном заводе под руководством Ковалевского сконструирован и изготовлен первый образец стационарной газотурбинной установки (ГТУ) для газоперекачивающего агрегата мощностью 6 МВт, определивший направление развития отечественного газотурбостроения, по надежности и долговечности превосходивший все зарубежные аналоги. Под его руководством были созданы утилизационные газовые турбины для доменного производства типа ГУБТ. Все турбины, разработанные под его руководством, были изготовлены на ОАО «Турбомоторный завод». Имеет 20 авторских свидетельств на изобретения. Автор печатных работ, в том числе 5 монографий.

## Награды и звания
- Орден Трудового Красного Знамени (1966)
- Почетный машиностроитель РСФСР (1969)
- Заслуженный машиностроитель РСФСР (1972)